# Comuna Bokiima, Mlîniv
Bokiima (în ucraineană Бокійма) este o comună în raionul Mlîniv, regiunea Rivne, Ucraina, formată din satele Bokiima (reședința) și Kozîrșciîna.

## Demografie
Componența lingvistică a comunei Bokiima
     Ucraineană (99,58%)
     Alte limbi (0,42%)
Conform recensământului din 2001, majoritatea populației comunei Bokiima era vorbitoare de ucraineană (99,58%), existând în minoritate și vorbitori de alte limbi.